# Pic del Port Vell
Pic del Port Vell – szczyt górski w Pirenejach Wschodnich. Administracyjnie położony jest na granicy Andory (parafia La Massana) z Hiszpanią (prowincja Lleida). Wznosi się na wysokość 2654 m n.p.m.
Na północ od szczytu usytuowany jest najwyższy szczyt Andory, Pic de Coma Pedrosa (2946 m n.p.m.), na północny zachód Vallpeguera (2744 m n.p.m.), natomiast na południowym wschodzie położony jest Alt de la Capa (2572 m n.p.m.). W pobliżu Pic del Port Vell swoje źródła mają strumienie Riu de Comallempla i Barranc de Port Negre. Na północnym wschodzie usytuowane jest schronisko Refugi de la Comapedrosa.